# Gulliver kids park
Gulliver kids park är en park i Spanien.   Den ligger i provinsen Província de València och regionen Valencia, i den östra delen av landet, 300 km öster om huvudstaden Madrid. Gulliver kids park ligger 1 meter över havet.
Terrängen runt Gulliver kids park är platt. Havet är nära Gulliver kids park österut. Runt Gulliver kids park är det mycket tätbefolkat, med 5 021 invånare per kvadratkilometer. Närmaste större samhälle är Valencia, 1,7 km nordväst om Gulliver kids park. Runt Gulliver kids park är det i huvudsak tätbebyggt.